# Calliergon sarmentosum
Calliergon sarmentosum là một loài rêu trong họ Amblystegiaceae. Loài này được Wahlenb. Kindb. mô tả khoa học đầu tiên năm 1894.